# Queen Anne-stil

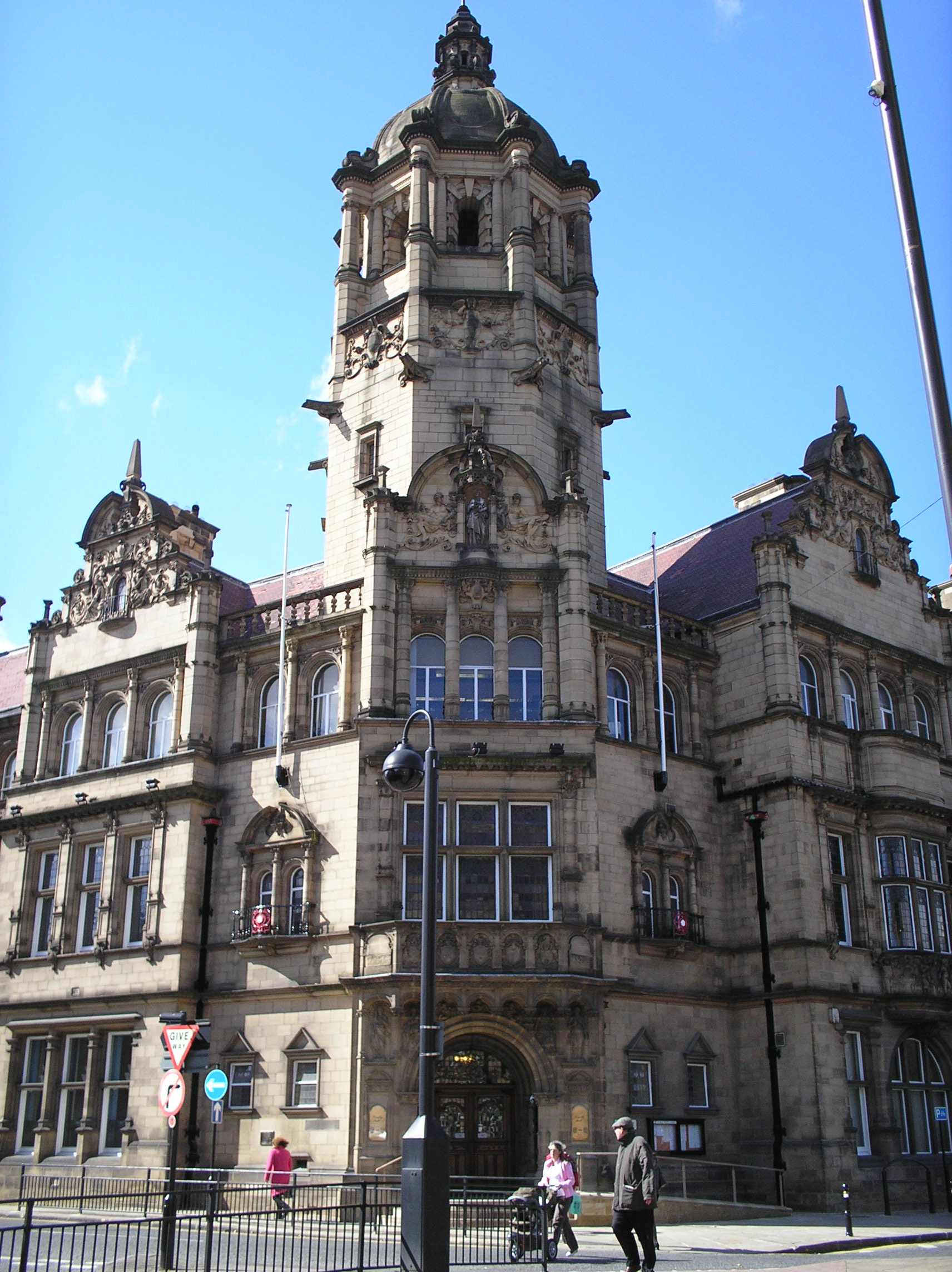
County Hall (1898), Wakefield, England.

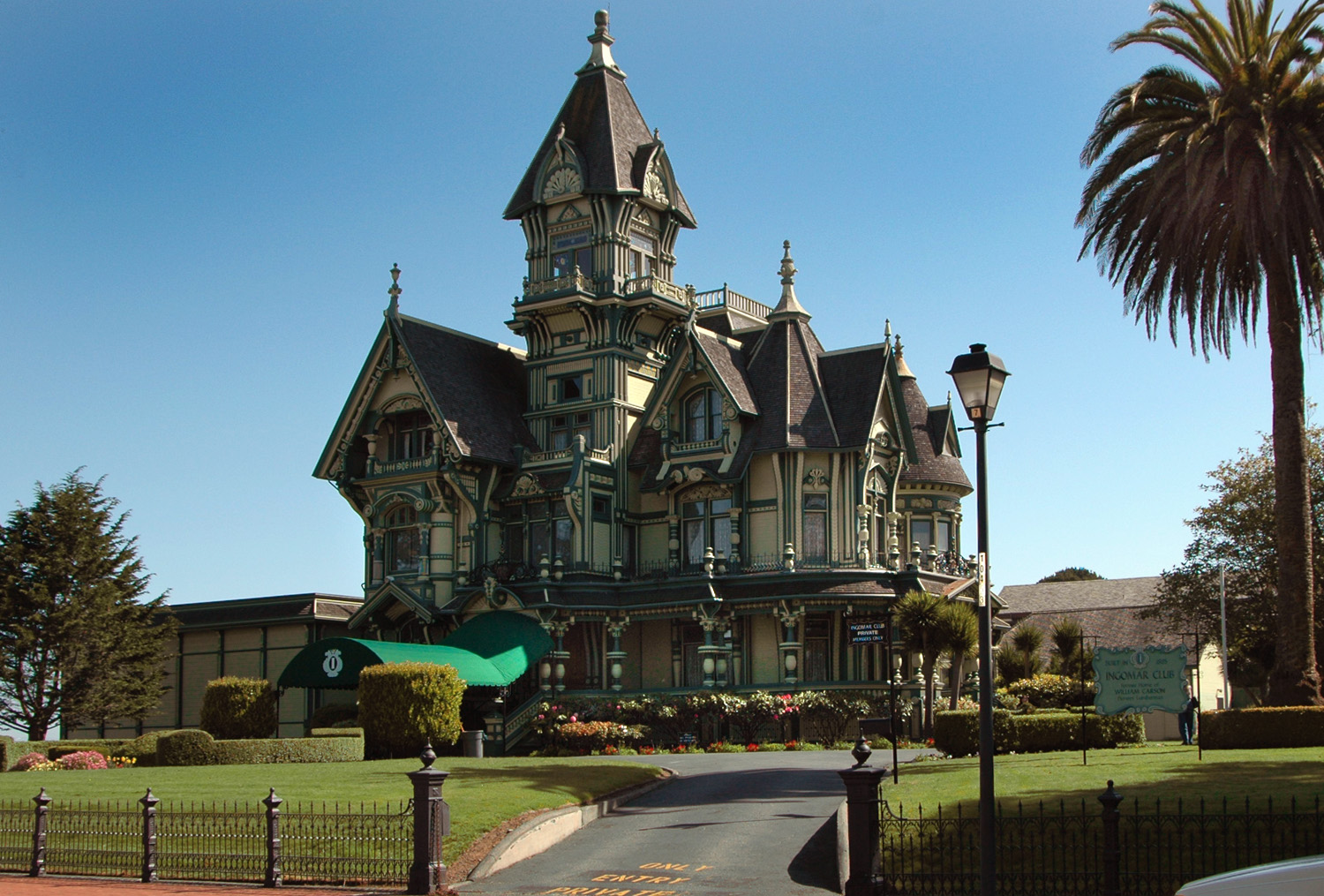
Carson Mansion (1886), Eureka, Kalifornien.

Queen Anne-stil var en eklektisk stil inom arkitektur och inredning i Storbritannien, Australien och USA från andra halvan av 1800-talet. Till stilens främsta företrädare brukar arkitekten Richard Norman Shaw räknas. Stilen har fått sitt namn efter drottning Anna, som regerade i England 1702–1714; hon har dock ingen direkt koppling till stilen som sådan, men hennes namn sammankopplades med en känsla av "den gamla världens elegans", extravagans och ornamenterade detaljer. 